# Adolf Heyduk
Adolf Heyduk (Předhradí, 6 giugno 1835 – Písek, 6 febbraio 1923) è stato un poeta e scrittore ceco.

## Biografia

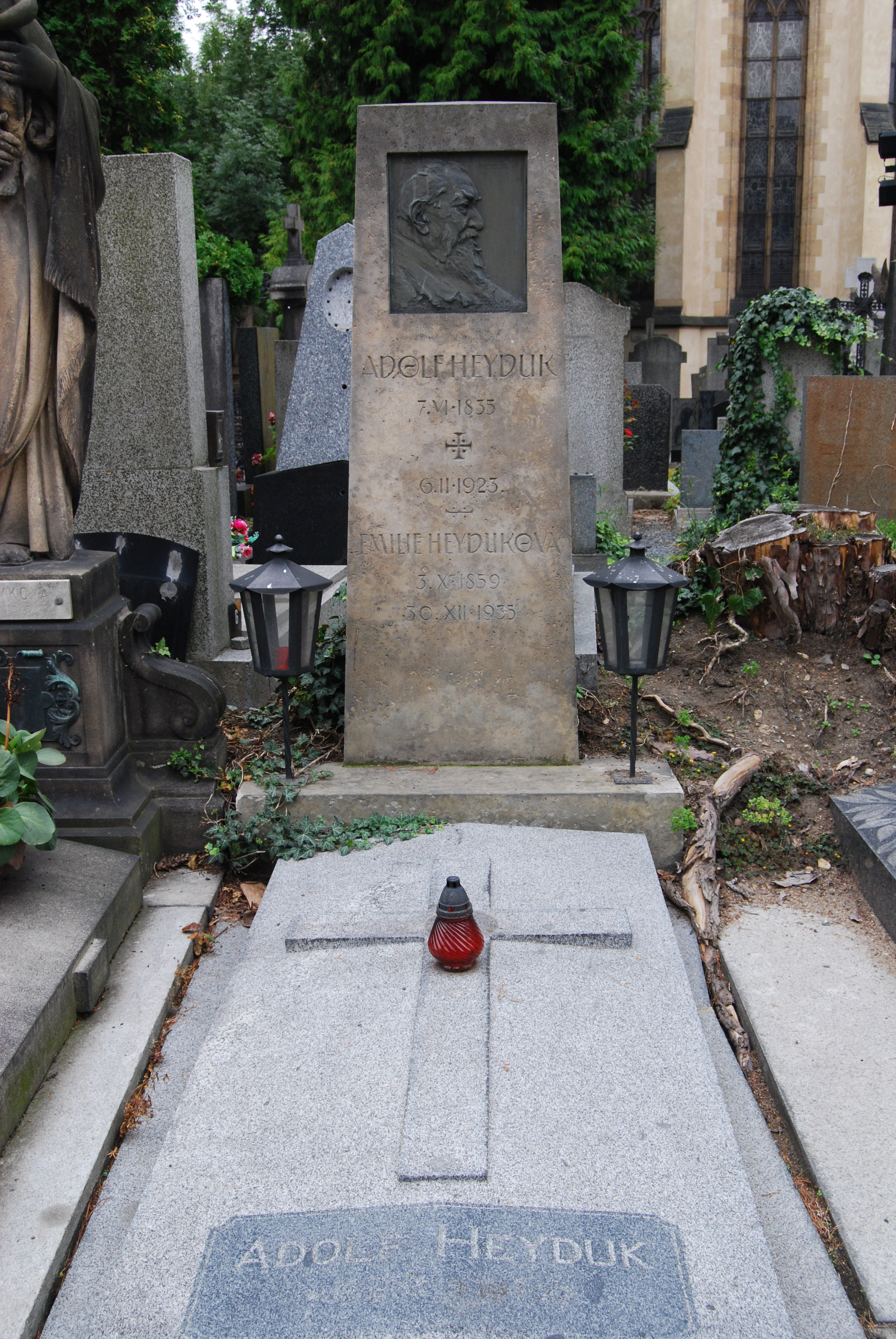
La tomba di Hejduk nel cimitero di Vyšehrad

### Vita
Durante la sua formazione di studi che svolse a Praga, Heyduk ebbe l'occasione di frequentare il circolo letterario Maj ("Maggio") guidato da Jan Neruda e di collaborare alla stesura dell'omonimo almanacco.
Una volta laureatosi in ingegneria Heyduk intraprese la professione di insegnante di disegno, e contemporaneamente sviluppò la sua passione letteraria per la poesia.
Nel 1876 assunse la direzione della sezione letteraria dell'associazione Umělecké besedy ("Discussioni artistiche").
Molti dei suoi versi furono riadattati in musica dal compositore ceco Antonín Dvořák.

### Poetica e carriera letteraria
Nelle sue opere, circa una sessantina di raccolte di poesie, epiche e prose, le tematiche approfondite ed i contenuti espressi furono ispirati in parte dalle bellezze della natura e paesaggistiche, sia della Selva Boema e della Boemia meridionale in generale, che Heyduk conobbe profondamente grazie al suo lungo soggiorno, sia dell'Italia, del Caucaso e della Slovacchia, che l'autore colse durante alcuni suoi viaggi, ma anche da vicende politico-sociali.
In questo ultimo caso, Heyduk focalizzò la sua attenzione sulle istanze di soggetti individuali e collettivi, quali gli ideali di libertà degli zingari, presenti nei Cigánské melodie ("Melodie zigane", 1859), oppure quelli di autonomia e indipendenza manifestate dagli slovacchi, sui quali fu incentrata la raccolta Cimbál a husle ("Cembalo e violino", 1876).
I lavori letterari di Heyduk ebbero il merito di far conoscere al mondo le condizioni di oppressione del popolo slovacco, e l'autore stesso divenne un autorevole promotore delle relazioni tra il popolo ceco e quello slovacco.
Se la raccolta Slovensku ("Alla Slovacchia", 1919) si basò sulle descrizioni delle bellezze naturali di quel Paese, in altri lavori Heyduk prese spunto dalle condizioni, dagli usi e consuetudini del mondo rurale, oltreché dai ricordi della sua infanzia, dai suoi rapporti e dalle sue vicende familiari, come in Hořec a srdečník ("La genziana e la parnassia", 1876), in V zátiší ("In solitudine", 1883), oppure in  Balada dětská ("Ballata per bambini"), dedicata ai suoi due figli prematuramente scomparsi, dove spesso l'autore toccò vertici di commossa partecipazione ed empatica umanità.

## Opere

### Poesie
- Básně,  con Cigánské melodie; Písně; Smíšené básně; Růže povážská, (1859).
- Karyatidy, (1862).
- Básně, con Jižní zvuky, Dozvuky vlašské, (1865).
- Lesní kvítí, dedicato a Jan Neruda, (1873).
- Cymbál a husle,  includente Slovensku, (1876).
- V zátiší, (1883).
- Písně, (1884).
- Hořec a srdečník (1884).
- Zaváté listy, dedicata alle figlie scomparse, (1886).
- Šípy a paprsky, (1888).
- Na potulkách, (1895).
- Nové cigánské melodie, (1897).
- Ptačí motivy, (1897).
- Zpěvy pošumavského dudáka – I. Písně, (1899).
- Dumy a dojmy, (1899).
- Rosa a jíní, (1899).
- Parnasie, (1900).
- V polích, (1900).
- Černá růže, (1901).
- Lotyšské motivy, (1901).
- Pohádky duše, (1901).
- V samotách, (1901).
- Ritornelly, (1902).
- Z pouti na Kavkaz, (1903).
- Cestou, (1903).
- Z deníku toulavého zpěváka, (1904).
- Znělky, (1905).
- Od Tater a Dunaje, (1910).
- Co hlavou táhlo, (1910).

### Epica
- Milota, poema lirico, (1875).
- Píseň o bitvě u Kressenbrunu, (1877).
- Mohamed, (1878).
- Oldřich a Božena, (1879).
- Dědův odkaz, (1879)
- Dřevorubec, (1880).
- Pod Vítkovým kamenem, (1881).
- Dudák, (1881).
- Za víru a volnost, (1881).
- Běla,  (1882).
- Na přástkách, (1884).
- Na vlnách, (1886).
- Obrázky, (1888).
- Sekerník,  (1893).
- Bohatýři, canti storici,  (1894).
- Tři zkazky, con Braček-Ptáček, (1877);  Záměny, (1879); Sudice, (1860).
- Zpěvy pošumavského dudáka – II. Zvěsti, II. Děje, (1887).
- Za dlouhých večerů, (1899).
- Na černé hodince, (1900).
- V zášeru minulosti, (1900).
- Z rodných hor, (1901).
- Biblické zvěsti, (1903).
- Východ i západ, (1906).
- Škůdci a dobrodruzi, (1909).
- Rozmanité zvěsti a drobné děje, (1913).
- Několik pověstí z Pošumaví, (1914).

### Prosa
- O dvou přátelích, nell'almanacco Máj, (1860).
- Nástin bájesloví slovanského a germanského, (1863).
- O stavitelství devatenáctého století, (1871).
- Vltava.
- Zlatá stezka šumavská,  nel nelopisu českých turistů, 1900.
- Drobné vzpomínky v dětském časopise Malý čtenář, (1901–1903).
- Zvon, (1905).
- Vzpomínky literární, (1911).